# Tribu de los medos

Mapa de la Antigua Grecia, donde aparecen situados los "Medos".

Los medos, maidoi o maedi (en griego antiguo: Μαῖδοι o Μαιδοί, romanizado: maidoi, ‘prados’), eran una tribu asentada entre el sudoeste de Tracia y Macedonia, a lo largo del curso meridional del río Estrimón y del río Nesto, al sur del monte Escomio. En la actualidad esta zona se halla entre Sandanski (Bulgaria) y el lago Kirkini (Grecia). Los medos eran antiguamente de la misma etnia que los bitinios del Asia Menor, medobitinios (maedobithyni), emparentados con los antiguos frigios.

## Historia
Fue una tribu independiente durante gran parte de su historia. El rey tracio Sitalces reconoció su independencia, a lo largo de varias fronteras con tribus belicosas como los dardanios, agrianos y peonios, cuyas tierras formaron una barrera entre las potencias de Tracia al este de Iliria al oeste, estando situada Macedonia al sur de Peonia.  

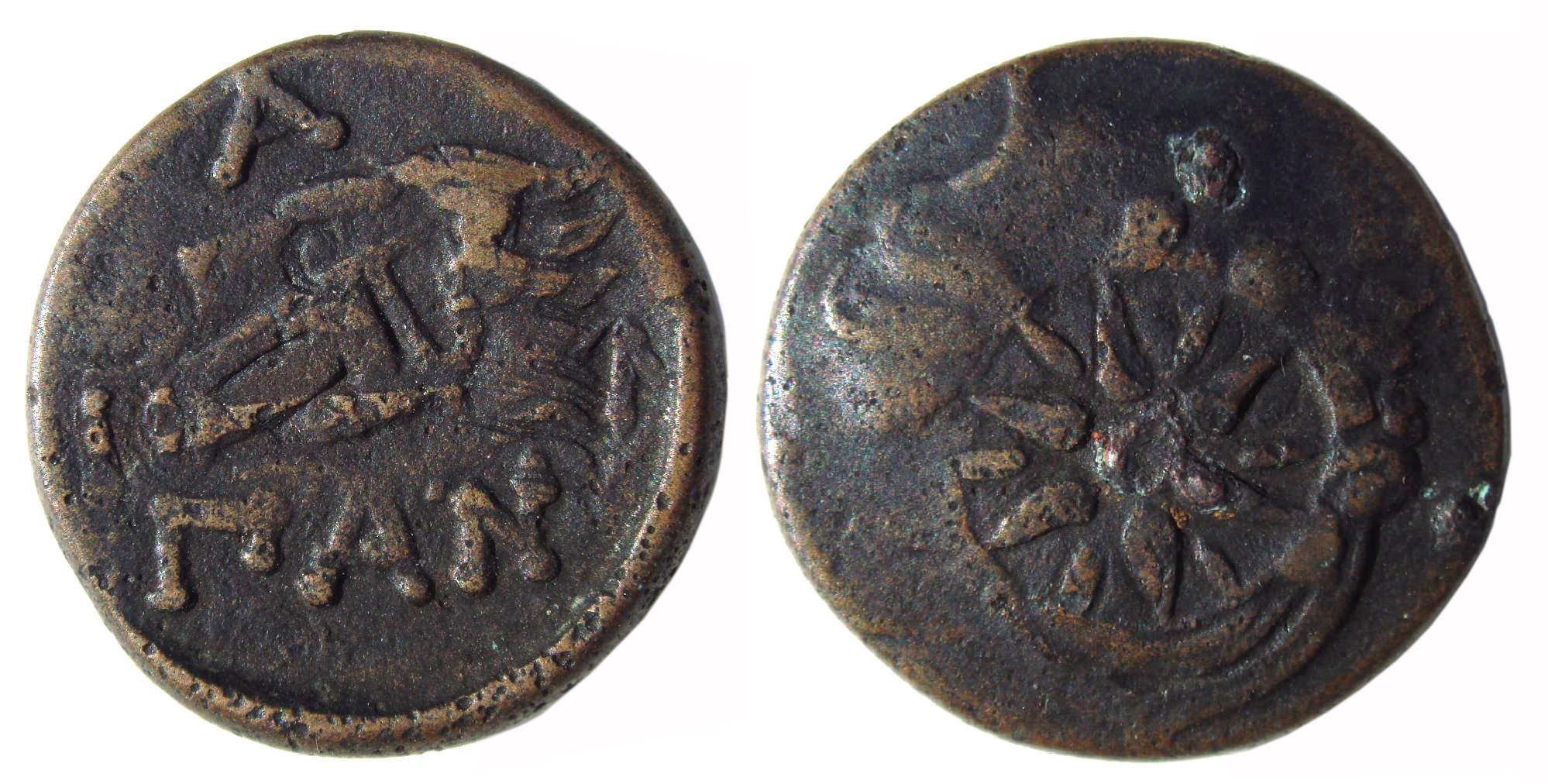
Moneda de Tracia del siglo II a. C. Como la mayoría de las regiones de la actual Grecia y comarcas lindantes, las polis hablaban distintos dialectos greco-indoeuropeos, así como rendían culto a héroes y dioses de la mitología griega. En la moneda se aprecia la estrella argéada, influencia del período helenístico heredada de Alejandro Magno.

Los medos luchaban por la supremacía a lo largo del río Estrimón, lo que se conoce hoy como la Macedonia meridional y la Macedonia septentrional, donde frecuentemente se rebelaban contra los reyes Filipo II y Alejandro Magno. Durante siglos emprendieron incursiones contra el Reino de Macedonia, hasta que en 211 a. C., Filipo V de Macedonia invadió su territorio y conquistó la capital. El rey llegó hasta el monte Hemo, y la fortaleza de Petra se sometió a él, siendo helenizada la región a partir del siglo III a. C.  Entre las ciudades mencionadas de esta tribu se cuentan Fraganda y Desudaba. Su capital fue Ianforina, en el valle alto del monte Morava.
Finalmente quedaron sometidos por Roma, pasando a ser toda la región la provincia romana de Macedonia. En 89 a. C. y 84 a. C. (durante la primera guerra mitridática), los medos saquearon Dodona y Delfos (Grecia) que estaban ya bajo dominio de Roma desde el siglo II a. C. De esta tribu provenía Espartaco, el esclavo que le declaró la guerra a Roma en los años 73 a 71 a. C.

## Idioma
A través de estudios arqueológicos se ha constatado que la lengua tracia era una lengua indoeuropea y utilizaba caracteres griegos ya en el siglo VI a. C. Aristóteles anotó que bolinthos (βωληντος) era la denominación para definir una especie de toro salvaje (o bisonte) que vivía en la región. 

Reinos y regiones de Grecia hacia el año 200 a. C.